# Al-Mufàddal ibn Abi-l-Fadàïl
Al-Mufàddal ibn Abi-l-Fadàïl -en àrab al-Mufaḍḍal ibn Abī l-Faḍāʾil- fou un historiador copte egipci del segle xiv. Només se'n coneix una obra titulada «al-Nahdj al-sadid wa l-durr al-farid fima ba'd Tarikh ibn al-Amid» que relata el període dels mamelucs bahrites de 1260 a 1340. L'obra fou acabada el 1358. De la seva biografia personal no se'n sap res.